# Orneta
Orneta (Duits: Wormditt) is een stad in het Poolse woiwodschap Ermland-Mazurië, gelegen in de powiat Lidzbarski. De oppervlakte bedraagt 9,63 km², het inwonertal 9440 (2005).

## Geschiedenis
In het begin van de 13de eeuw lag hier een Pruzzische versterking die ‘Wurmedythin’, Pruzzisch voor ‘nederzetting in het woud’, genoemd werd. In de 13de eeuw vestigde de Duitse Orde hier haar gezag na de Pruzzen verslagen te hebben. Toen werd Wurmedittin Wormditten in de mond van de kolonisten uit Neisse en omgeving in Silezië, die zich hier vestigden na 1313. Een burcht werd pas in 1320 door de Orde ingericht als stenen bevestiging en tegelijk als residentie voor de bisschop van Ermland. De bisschop verhuisde in 1351 naar het naburige Heilsberg. Niettemin bleef de stad van belang als centrum van de landbouw die zich in deze vruchtbare streek kon ontwikkelen. Stadhuis en kerk getuigen nog steeds van die 14de-eeuwse welvaart. In de strijd tussen de Duitse Orde en de Poolse koning koos de stad de zijde van de koning en bij de Tweede Vrede van Thorn (1466) werden West-Pruisen en bisdom Ermland (Warmia) onder de Poolse kroon gesteld, zij het met een autonome status. Toen, in 1525, het overige deel van Pruisen, nu ter onderscheiding Oost-Pruisen genoemd, een hertogdom werd en het lutherse geloof aannam, bleef Ermland rooms-katholiek. De autonomie zorgde er wel voor dat bevolking Duitstalig bleef en toen dit gebied in 1772 bij de Eerste Poolse Deling onder het koninkrijk Pruisen kwam en met Oost-Pruisen samengevoegd werd, hoefde er geen afstand in taal overbrugd te worden maar bleek des te meer een tegenstelling in godsdienst. Een conservatief katholicisme gaf het Ermland sindsdien een eigen positie binnen de lutherse provincie Oost-Pruisen. Van economische bloei was ondertussen maar in een geringe mate sprake geweest. De Zweeds-Poolse oorlogen en stadsbranden veroorzaakten in de 17de eeuw telkens weer terugslagen en een Franse bezetting onder Napoleon in 1807 zou opnieuw branden en epidemieën veroorzaken, en daarbij liet een vierde van de bevolking het leven. 
De stagnatie werd pas in de 19de eeuw langzaam overwonnen met textielindustrie, met weverijen, drukkerijen en zaagmolens, en met de befaamde orgelbouwfirma Johann Wulff. Tussen 1800 en 1850 verdubbelde de bevolking tot 5.000. De ‘Preussische Bahn’ sloot de stad aan op de spoorlijn Guttstadt-Allenstein, toch groeide de bevolking maar amper en ze zou pas tegen de Tweede Wereldoorlog de 8.000 halen. 
Toen in februari 1945 de stad door het Sovjet-leger werd bezet, vonden bij uitzondering hier weinig verwoestingen plaats. Al snel werd de stad aan Poolse autoriteiten overgedragen die het bijzondere interieur van de rooms-katholieke kerk beschermden, in tegenstelling tot de verwoestingen die  de lutherse kerken elders in Oost-Pruisen moesten ondergaan. Ondanks dat de bewoners katholieken waren, werden ze toch, als Duitsers, door de nieuwe Poolse autoriteiten uitgewezen (Verdrijving van Duitsers na de Tweede Wereldoorlog). Na de oorlog was er weinig groei en er wonen nu evenveel mensen in Orneta als voor de oorlog in Wormditt. 